# McFarland (Kansas)
McFarland is een plaats (city) in de Amerikaanse staat Kansas, en valt bestuurlijk gezien onder Wabaunsee County.

## Demografie
Bij de volkstelling in 2000 werd het aantal inwoners vastgesteld op 271.
In 2006 is het aantal inwoners door het United States Census Bureau geschat op 268, een daling van 3 (-1,1%).

## Geografie
Volgens het United States Census Bureau beslaat de plaats een oppervlakte van
0,5 km², geheel bestaande uit land. McFarland ligt op ongeveer 302 m boven zeeniveau.

## Plaatsen in de nabije omgeving
De onderstaande figuur toont nabijgelegen plaatsen in een straal van 20 km rond McFarland.